# 本門佛立宗

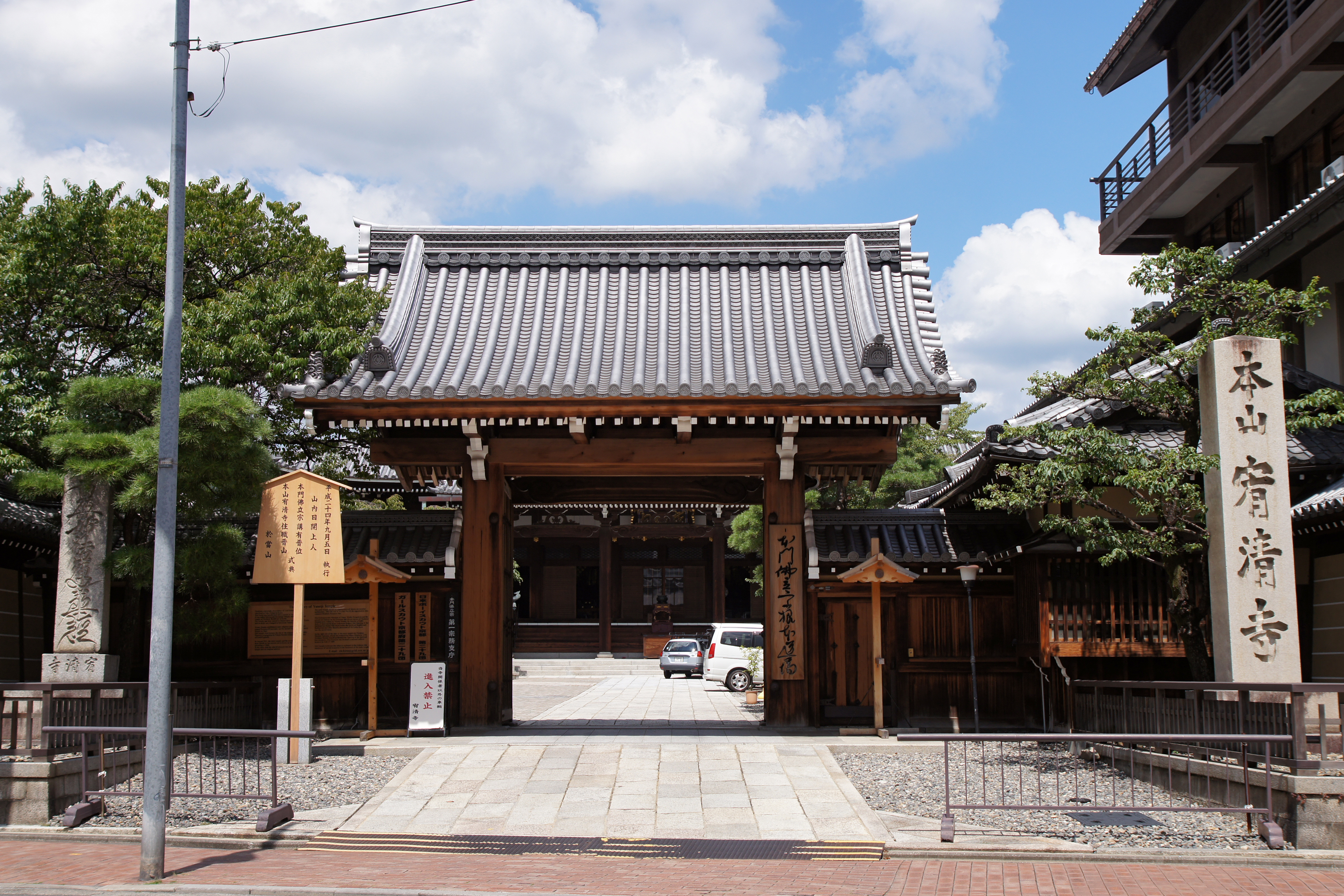
本山の宥清寺

本門佛立宗（ほんもんぶつりゅうしゅう）は、法華系仏教の一派。本山は京都府京都市の宥清寺。

## 概要
久遠本仏釈尊が説いた真実法華経・本門八品を拠り所としている。宗祖は久遠本仏釈尊であり、本化上行菩薩後身・日蓮、八品門流の祖・慶林坊日隆、華洛本門佛立講の祖・長松清風の流れを汲み、現在に至る。
修行の内容は、道理・証文・現証の三証を具えた日蓮教学の真髄「本門八品所顕上行所伝本因下種の南無妙法蓮華経」を我も唱え、他人にも勧めることである。
本門佛立宗の宗名は日蓮が執筆した『法華初心成佛鈔』の「法華宗は釈迦所立の宗なり。（中略）故に法華経をば佛立宗と云ひ又は法華宗とも云ふ。」また、『法華宗内証佛法血脈』の「当に知るべし、今の法華宗とは諸経中王の文に依つて、之を建立す。佛立宗とは釈迦独尊の所立の宗なる故なり」と、命名していることに基づく。
宗教学者による宗教設立年代別の区分は新宗教という名称で分類されることもあるが、これは長松清風が初めて御講と称する在家での法要を勤めた日をもって設立日と解釈している為である。教義については日蓮門下の日隆を派祖とし「八品正意」を根本教義とする八品派の伝統的な教義を踏襲している。

## 歴史
『本門佛立宗宗綱第二条』によると「本宗は、高祖日蓮大士が1253年（建長5年）4月28日、久遠本佛の宗旨を開宣されたときに創まる。その後、門祖日隆聖人が高祖の真義を発揚して、法華経本門八品の教えにより上行要付本因下種の教旨をあきらかにし、本宗を再興された。
さらに1857年（安政4年）1月12日、開導日扇聖人が、本門佛立講を開き、蓮隆両祖の本意を伝えてその要義をあらわし、僧俗一体の信心を確立して、弘通に新生面を開拓された。爾来、日聞、日随、日教上人等が開導聖人の講有位を継承してその正統を護持し、根本道場たる本山宥清寺を中心に門末よく結束して弘通につとめ、1947年（昭和22年）3月15日、日淳上人講有のとき、法華宗から独立して本門佛立宗となった。」としている。
また宗旨に関しては『本門佛立宗宗綱第三条』によると、「本宗は、本門八品において本化上行菩薩が、久遠本佛から直授相承された本因下種の要法南無妙法蓮華経を信仰の根源とする。」としている。

### 長松清風（日扇）の教えと実践
本門佛立講は、開導の長松清風（日扇）が1857年（安政4年）に在家（居宅）にて講席を開いたのが始まり。その後、宥清寺を入手しここを本拠とした。
清風（日扇）の僧形・俗形の区別に本質的な差異を認めない姿勢をもって、しばしば在家主義といわれることがあるが、自身は1868年（慶応4年）に当時の京都府の命令・斡旋を受けて本能寺で再出家した後、明治になって時を経ても特に僧籍を離れることもなく、1881年（明治14年）には本門法華宗に教導職授与の申請を出している。
この申請は、すでに本門佛立講を開講当初の数名から1万人の大講に育て上げ、また1873年（明治6年）に妙蓮寺貫主・日成みずからが、教部省の命じた三条教則や十一兼題に対する宗門の公式見解の上申書作成を清風（日扇）に依頼するなど、その教学を含めた学識も認められていたにもかかわらず、時をおかずに却下された。宗門批判、僧侶批判が嫌われたためという。内弟子の御牧現喜（日聞）、野原弁了（日随）らも師の命で法華宗の僧籍を持ち、妙蓮寺の役僧を勤めている。
以上のことからみて、在家講としての始まりは大法弘通と宗内の改良を目的として、当時の宗内情勢による制約から発したことであり、出家行為そのものを敵視したものではないといえる。日扇は、この僧形俗形の区別に本質的差異を認めない姿勢を本能寺貫主・日肇から教わった、と伝えており、種子島に法を伝えた日典・日良（ともに八品派）の事跡を引いて、僧侶として法を説き、法難に遭ってついに殉教した前者を「出家形の菩薩」、日典の遺志を継ぎ、袈娑をたたんで茶人となって法をひろめた後者を「在家形の菩薩」と讃えている（日随上人手記）。
在家信者の宝前で勤まる講席は、開講以来の重要行事として続いており、僧俗一体主義の清風の信行スタイルを現在も踏襲している。
1947年（昭和22年）に本門法華宗から独立して本門佛立宗となった。

## 沿革
- 1857年（安政04年） - 本門法華宗の内部に前身の本門佛立講を開く。
- 1869年（明治02年） - 本門法華宗から宥清寺を譲り受ける。
- 1941年（昭和16年） - 宗教団体法により、本門法華宗と本妙法華宗と法華宗が合同し、法華宗と公称する。
- 1946年（昭和21年） - 法華宗から円満に独立し、本門佛立宗と公称する。

## 歴代講有
| 1. 長松日扇 2. 御牧日聞 3. 野原日随 4. 御牧日教 5. 小野山日風 6. 明田日睿 7. 西村日淳 8. 田中日歓 9. 亀井日声 10. 西村日淳 | 1. 梶本日颯 2. 御牧日宥 3. 亀井日如 4. 梶本日颯 5. 田中日晨 6. 小山日幹 7. 石岡日養 8. 西村日地 9. 梶本日裔 10. 水谷日尚 | 1. 御牧日勤 2. 井上日慶 3. 野崎日丞 4. 小山日誠 5. 山内日開 6. 高須日良 |

## 主な寺院
日本国内と海外に、寺院・教会・親会場含む373か寺（拠点）がある。
- 本山
  - 宥清寺（京都市）
- 由緒寺院：本門佛立宗では本山宥清寺（京都市上京区）の他に京都市誕生寺、京都市長松寺、大津市佛立寺及び守口市義天寺を由緒寺院とする（本門佛立宗宗法第七章第三十五条2項/本門佛立宗宗制第三章第一節第十六条『本門佛立宗宗制令和五年度版』参照）。以下は、本門佛立宗が例年発行する『宗制（令和五年度版）』に掲載される順番に基づき記す。
  - 誕生寺
  - 佛立寺
  - 長松寺
  - 義天寺
- 海外寺院
  - アメリカ、イタリア、オーストラリア、韓国、台湾、ブラジル、フィリピン、スリランカに寺院（拠点）がある。

## 教義の特徴

### 折伏と現証利益による布教
入信に当たっては日蓮の定めた万法具足の本尊への純粋な信仰を貫く為に、日隆も行っていたように他宗教の本尊はお焚き上げをするように折伏して謗法払いを行った。その結果、正信の証として現証利益（）が盛んに顕れるようになり他宗檀家から佛立講へ入信する者が急増した。その結果、これらのことが明治初年に大津法難を初めとする圧迫を生む一因となった。また、日扇は宗門へも日蓮・日隆の教えに回帰するよう折伏した。

### 御教歌
万人に、誰にでも分かりやすく御仏の教えを広めようと、御教歌と呼ばれる仏教の教義を和歌へ盛り込んだものなど、その教えは現代においても非常に分かりやすい。ちなみに長松清風は、書画においては江戸末期の三筆と言われたり、当時の知識層などが掲載された平安人物誌、西京人物誌にその名が掲載されたり明治天皇の和歌の教師であった高崎正風が清風の詠んだ歌を優れた歌として明治天皇に紹介し、明治天皇から清風の歌を非常に賞賛されていることを知らせる使者が清風の元に使わされており、明治天皇以外にも三条実美などの公家にも清風の短冊を所望する声が多かったという。江戸末期から明治を代表する優れた文化人とも言える。

## 長松清風没後の本門佛立講
清風没後、講の運営に対する教務（僧侶）の関与のあり方や本門法華宗との関係について異議を主張した者もあったが講を二分するような分派はなかった。以後現在まで少数の一部の僧侶と信徒のグループが離脱をすることはあったが、離脱した時期や理由はそれぞれ異なる。離脱したそれらの団体は本門佛立宗とほぼ同じ教義や組織運営をしている。
本門佛立講（宗）の影響を受けている団体に獅子吼会や日蓮主義佛立講、在家日蓮宗浄風会などがある。
寺院や僧侶のみに頼らない、信徒も自立した僧俗一体の組織運営や法要と教えが説かれる場が、寺院だけではなく在家でも行われる長松清風の本門佛立講のスタンスは、その後の法華系の新宗教に広く影響を与えたと宗教学者は指摘している。
なお、本門佛立宗を退転した後、霊友会に入信した宮本ミツが妙智会教団を創設したことは分派とは全く無関係のことであり、また、霊友会の小谷喜美は清風の御教歌を久保継成に聞かせていたと言われているが本門佛立宗とは全く無関係である。